# 셰인 바즈

셰인 오스틴 바즈 (Shane Austin Baz, 1999년 6월 17일 ~ )는 미국 프로야구 아메리칸 리그 탬파베이 레이스의 산하 마이너 리그 선수이다.
2017년 1라운드 12순위로 피츠버그 파이어리츠에 입단했으며, 2018년 8월 14일 탬파베이 레이스로 트레이드 되었다. 2020 하계 올림픽 미국 야구 대표팀 선발 투수로 뛰었다.

## 같이 보기
- 올림픽 야구 메달리스트 목록